# Frank Swift
Frank Victor Swift (* 26. Dezember 1913 in Blackpool, Vereinigtes Königreich; † 6. Februar 1958 in München) war in der Zeit um den Zweiten Weltkrieg viele Jahre Stammtorhüter von Manchester City und in den 1940er Jahren auch der englischen Nationalmannschaft. Er wurde 1947 als erster Torhüter seit 75 Jahren Spielführer der englischen Auswahl. Nachdem er die Mannschaft von Manchester United als Journalist begleitet hatte, starb Swift beim Absturz des British-European-Airways-Flugs 609. Swift gilt als einer der besten englischen Torhüter aller Zeiten und wurde vom englischen Fußballligaverband zu einem der besten 100 Spieler der ersten 100 Jahre der Liga gewählt.
Swift war ein für seine Zeit sehr großer Torhüter mit außergewöhnlich großen Händen, die es ihm erlaubten, Bälle ohne Schwierigkeiten einhändig zu fangen. Er war zudem der erste Torhüter der englischen Liga, der Angriffe nicht nur durch weite Abstöße, sondern auch durch das Zurollen und -werfen an Mitspieler einleitete.

## Laufbahn
Swift spielte als Amateur bei Fleetwood Town, bevor er im Oktober 1932 Profi bei Manchester City wurde. Seinen ersten Ligaeinsatz als Profi hatte Swift am Weihnachtstag 1933 gegen Derby County, in dieser Saison stand er noch im Wechsel mit Len Langford – der auch im FA-Cup-Finale des Jahres zum Einsatz kam – im Tor. In den folgenden vier Spielzeiten fehlte Swift in keinem Spiel, erst in der Saison 1938/1939 setzte er für ein einziges Spiel aus.
So spielte Swift 1934 auch im zweiten, diesmal erfolgreichen FA-Cup-Finale nacheinander im Tor von Manchester City, er war jedoch so aufgeregt, dass er nach dem Abpfiff einen Schwächeanfall erlitt. 1937 gewann er mit Manchester die Meisterschaft. Doch wurde seine Karriere durch den Ausbruch des Zweiten Weltkrieges und die damit verbundene Aussetzung der Meisterschaft auf ihrem Höhepunkt unterbrochen.
Swift wurde als Hilfsverkehrspolizist eingezogen, spielte aber daneben etwa 150 Mal für Manchester, sowie 14 mal für die englische Rumpfnationalmannschaft, bevor 1946 der reguläre Spielbetrieb wieder aufgenommen wurde.
Nach dem Krieg kam Swift wieder bei Manchester City zum Einsatz; 1946 wurde er zum ersten Mal in die reguläre Nationalmannschaft berufen (28. September gegen Irland), insgesamt stand er bis 1949 bei 19 Spielen im Tor der Auswahl. 1949 beendete er auch seine Club-Karriere.
Nach seiner aktiven Zeit arbeitet Swift als Sportreporter für News of the World; so begleitete er auch Manchester United im Achtelfinale der Saison 1957/58 des Europapokals der Landesmeister zum Auswärtsspiel bei Roter Stern Belgrad. Als das gecharterte Flugzeug bei einer Zwischenlandung auf dem Rückflug in München von der Startbahn abkam, überlebte Swift das Unglück nur um wenige Minuten. Er erlag auf dem Weg zum Krankenhaus seinen Verletzungen.

## Werke
- „Football from the Goalmouth“, Sporting Hendbooks: 1948

| Personendaten    | Personendaten              |
| ---------------- | -------------------------- |
| NAME             | Swift, Frank               |
| ALTERNATIVNAMEN  | Swift, Frank Victor        |
| KURZBESCHREIBUNG | englischer Fußballtorhüter |
| GEBURTSDATUM     | 26. Dezember 1913          |
| GEBURTSORT       | Blackpool                  |
| STERBEDATUM      | 6. Februar 1958            |
| STERBEORT        | München                    |